# Lukas Sergnese
Lukas Sergnese Bermúdez (Vitoria-Gasteiz, 20 agosto 2001) è un pilota di rally spagnolo.

## Biografia
In coppia con il pilota Eneko Conde Pujana ha vinto il Mondiale FIA ecoRally 2022.